# Новогеоргиевка (Тисульский район)
Новогеоргиевка — упразднённый в 2025 году посёлок в Тисульском районе Кемеровской области.

## География
Центральная часть населённого пункта расположена на высоте 292 метров над уровнем моря.

## История
Входил в состав Тамбарского сельского поселения до его упразднения в 2020 году. 
Исключен из учётных данных в 2025 году.

## Население
| 2010 |
| ---- |
| 3    |

По данным Всероссийской переписи населения 2010 года, в посёлке Новогеоргиевка проживает 3 человека (2 мужчины, 1 женщина).